# Brydeklubben Thor
Brydeklubben Thor eller BK Thor er en brydeklub i Nykøbing Falster. Klubben blev oprettet i 1910 og er Danmarks største og mest vindende brydeklub i nyere tid. Blandt kendte brydere fra klubben er Aage Abraham, Mark O. Madsen og Turpal Bisultanov.
Thor har siden 2019 haft til huse i det Nationale Kraftcenter for Brydning (NKC) i Nykøbing. Klubben står blandt andet for det årlige arrangement af Thor Masters, et af verdens største brydestævner indenfor græsk-romersk brydning.

## Historie
Klubben blev stiftet som "Atlet og Brydeklubben Thor" 2. november 1910. Ifølge sin egen angivelse har klubben været den førende danske brydeklub siden omkring 2000. Den har vundet en række danske mesterskaber, såvel individuelle som for hold, og medaljer ved EM, VM og OL.
I 2019 flyttede klubben ind i nye lokaler i det Nationale Kraftcenter for Brydning (i daglig tale NKC), som er et af Europas største og bedst udstyrede brydecentre.

## Thor Masters
Klubben holder hvert år det internationale stævne Thor Masters, der er et af verdens største brydestævner indenfor græsk-romersk brydning med mellem 70 og 170 deltagende seniorbrydere fra 10-20 lande. Om efteråret holdes ungdomsstævnet Bjørne Cup med omkring 250 brydere.

## Kendte brydere fra Thor
- Aage Abraham
- Mark O. Madsen
- Turpal Bisultanov